# Büyükçaylı, Şanlıurfa
Büyükçaylı là một xã thuộc thành phố Şanlıurfa, tỉnh Şanlıurfa, Thổ Nhĩ Kỳ. Dân số thời điểm năm 2011 là 1.227 người.